# Markus Schmitt (Komponist)
Markus Schmitt (* 1965 in München) ist ein deutscher Komponist.

## Leben
Markus Schmitt lernte zuerst Horn und Klavier. Vor Aufnahme eines regulären Studiums war er bereits Jungstudent an der Musikhochschule München. Nach dem Abitur begann er dort ein Kompositionsstudium bei Wilhelm Killmayer. Seine Studien beendete er bei Killmayer und Hans-Jürgen von Bose in der künstlerischen Meisterklasse.
Nach Abschluss seiner Studien leitete er von 1993 bis 1995 die Komponistenschule für Amateure der Münchener Biennale und der Münchner Volkshochschule auf Einladung von Hans Werner Henze, dem damaligen künstlerischen Leiter der Münchener Biennale. 1996 wirkte er an der Gemeinschaftskomposition Das Jahrmarktsfest zu Plundersweilern nach Johann Wolfgang von Goethe und Peter Hacks im Auftrag der Kammeroper Schloss Rheinsberg mit. Im gleichen Jahr wurde er zur Gaudeamus Music Week in Amsterdam mit dem Orchesterstück „escalade“ eingeladen, welches die „first honourable mention“ der damaligen Jury erhielt. 1997 war er Stipendiat der Villa Massimo, ein Jahr später des Internationalen Künstlerhauses Villa Concordia in Bamberg. Ebenfalls 1998 wurde er erneut nach Amsterdam zur Gaudeamus Music Week eingeladen.
2001 führten die Bayerische Staatsoper und das Opernhaus Zürich innerhalb des von beiden Häusern durchgeführten Kompositionswettbewerbs teatro minimo seine Oper AIAIA zum ersten Mal auf. Das Sinfonieorchester Katowice führte 2006 „Engelsburg“ auf. Das Theater Osnabrück und das Staatstheater Kassel zeigten in der Saison 2007/2008 seine Taschenoper „Im Korb“. 2010 war er Stipendiat des Deutschen Studienzentrum in Venedig.
Bereits während seines Studiums gründete er zusammen mit Moritz Eggert und Sandeep Bhagwati 1991 das A•DEvantgarde-Festival für junge Komponisten in München. 2009 war nach langjähriger Tätigkeit als Kuratoriumsmitglied und Projektkurator auch künstlerischer Leiter des A•DEvantgarde-Festivals zusammen mit seinem Gründungskollegen Moritz Eggert.
Nach Lehraufträgen seit 2003 an der ehemaligen Musikhochschule Nürnberg-Augsburg ist er derzeit Dozent für Musiktheorie, Komposition und Gehörbildung am Leopold-Mozart-Zentrum der Universität Augsburg. Markus Schmitt lebt in München.

## Ehrungen, Mitgliedschaften
- 1992 Musikstipendium der Landeshauptstadt München
- 1996 „first honourable mention“ der Jury der Gaudeamus Music Week für das Orchesterwerk „escalade“
- 1997 Stipendiat der Villa Massimo in Rom
- 1998 Stipendiat des Internationalen Künstlerhauses Villa Concordia in Bamberg
- 2000 „Third Annual Auros Composition Competition“ in Boston, USA; 1. Preis des Concorso di Composizione „Egidio Carella“ in Val Tidone, Italien; 1. Preis des Britten-on-the-Bay Composition Competition in Amityville, USA; 2. Preis beim Franz-Josef-Reinl-Wettbewerb in Wien
- 2002 Gast des Internationalen Künstlerhauses Ahrenshoop
- 2007 Musikförderpreis der Landeshauptstadt München

## Werke (Auswahl)

### Bühnenwerke
- Im Korb, Taschenoper für drei Sänger und Instrumentalensemble, Libretto von Andrea Heuser, 2007
- AIAIA, Kurzoper für 5 Sänger und Kammerensemble, 2000/01
- Der Kaufmann von Venedig, Bayerisches Staatsschauspiel, Regie: Dieter Dorn, 2001 (Schauspielmusik)

### Orchesterwerke
- echoi für Violoncello solo und Streichorchester, 1996
- escalade Sequenz für Kammerorchester, 1993/96

### Kammermusik
- … ins Offene für Klavier solo, 2002
- Engelsburg für 3 Trompeten, 8 Harfen und Pauken, 2000
- angakok für 7 Instrumentalisten, 1995
- Siebenkäs-Musik in fünf Szenen für Violine, Violoncello und Klavier, 1992

### Vokalmusik
- 2 Lieder nach Gedichten von Johann Wolfgang von Goethe für mittlere Stimme und Klavier, 2007
- Due Canti di Petrarca für Mezzosopran, Bariton (Stimmlage), Viola und Harfe, 2004
- nidere minne für Sopran, Flöte, Viola und Harfe, 1998

### Bearbeitungen
- Oswald von Wolkenstein: Fünf Gesänge für hohe Stimme, Flöte, Viola und Harfe